# 小行星列表/17101-17200
| 名稱                     | 臨時編號   | 發現日期       | 發現地點   | 發現者                         |
| ------------------------ | ---------- | -------------- | ---------- | ------------------------------ |
| 小行星17101Sakenova      | 1999 JZ38  | 1999年5月10日  | 索科罗     | 林肯近地小行星研究小组         |
| 小行星17102Begzhigitova  | 1999 JB41  | 1999年5月10日  | 索科罗     | 林肯近地小行星研究小组         |
| 小行星17103Kadyrsizova   | 1999 JC42  | 1999年5月10日  | 索科罗     | 林肯近地小行星研究小组         |
| 小行星17104McCloskey     | 1999 JV46  | 1999年5月10日  | 索科罗     | 林肯近地小行星研究小组         |
| 小行星17105              | 1999 JC47  | 1999年5月10日  | 索科罗     | 林肯近地小行星研究小组         |
| 小行星17106              | 1999 JT48  | 1999年5月10日  | 索科罗     | 林肯近地小行星研究小组         |
| 小行星17107              | 1999 JJ51  | 1999年5月10日  | 索科罗     | 林肯近地小行星研究小组         |
| 小行星17108Patricorbett  | 1999 JL51  | 1999年5月10日  | 索科罗     | 林肯近地小行星研究小组         |
| 小行星17109              | 1999 JF52  | 1999年5月10日  | 索科罗     | 林肯近地小行星研究小组         |
| 小行星17110              | 1999 JG52  | 1999年5月10日  | 索科罗     | 林肯近地小行星研究小组         |
| 小行星17111              | 1999 JH52  | 1999年5月10日  | 索科罗     | 林肯近地小行星研究小组         |
| 小行星17112              | 1999 JM52  | 1999年5月10日  | 索科罗     | 林肯近地小行星研究小组         |
| 小行星17113              | 1999 JE54  | 1999年5月10日  | 索科罗     | 林肯近地小行星研究小组         |
| 小行星17114              | 1999 JJ54  | 1999年5月10日  | 索科罗     | 林肯近地小行星研究小组         |
| 小行星17115Justiniano    | 1999 JT54  | 1999年5月10日  | 索科罗     | 林肯近地小行星研究小组         |
| 小行星17116              | 1999 JO57  | 1999年5月10日  | 索科罗     | 林肯近地小行星研究小组         |
| 小行星17117              | 1999 JL58  | 1999年5月10日  | 索科罗     | 林肯近地小行星研究小组         |
| 小行星17118              | 1999 JM58  | 1999年5月10日  | 索科罗     | 林肯近地小行星研究小组         |
| 小行星17119Alexisrodrz   | 1999 JP59  | 1999年5月10日  | 索科罗     | 林肯近地小行星研究小组         |
| 小行星17120              | 1999 JP60  | 1999年5月10日  | 索科罗     | 林肯近地小行星研究小组         |
| 小行星17121Fernandonido  | 1999 JX60  | 1999年5月10日  | 索科罗     | 林肯近地小行星研究小组         |
| 小行星17122              | 1999 JH63  | 1999年5月10日  | 索科罗     | 林肯近地小行星研究小组         |
| 小行星17123              | 1999 JQ63  | 1999年5月10日  | 索科罗     | 林肯近地小行星研究小组         |
| 小行星17124              | 1999 JC65  | 1999年5月12日  | 索科罗     | 林肯近地小行星研究小组         |
| 小行星17125              | 1999 JB68  | 1999年5月12日  | 索科罗     | 林肯近地小行星研究小组         |
| 小行星17126              | 1999 JH68  | 1999年5月12日  | 索科罗     | 林肯近地小行星研究小组         |
| 小行星17127              | 1999 JE69  | 1999年5月12日  | 索科罗     | 林肯近地小行星研究小组         |
| 小行星17128              | 1999 JS75  | 1999年5月10日  | 索科罗     | 林肯近地小行星研究小组         |
| 小行星17129              | 1999 JM78  | 1999年5月13日  | 索科罗     | 林肯近地小行星研究小组         |
| 小行星17130              | 1999 JV79  | 1999年5月13日  | 索科罗     | 林肯近地小行星研究小组         |
| 小行星17131              | 1999 JL80  | 1999年5月12日  | 索科罗     | 林肯近地小行星研究小组         |
| 小行星17132              | 1999 JV80  | 1999年5月12日  | 索科罗     | 林肯近地小行星研究小组         |
| 小行星17133              | 1999 JC81  | 1999年5月12日  | 索科罗     | 林肯近地小行星研究小组         |
| 小行星17134              | 1999 JX81  | 1999年5月12日  | 索科罗     | 林肯近地小行星研究小组         |
| 小行星17135              | 1999 JD82  | 1999年5月12日  | 索科罗     | 林肯近地小行星研究小组         |
| 小行星17136              | 1999 JE82  | 1999年5月12日  | 索科罗     | 林肯近地小行星研究小组         |
| 小行星17137              | 1999 JK84  | 1999年5月12日  | 索科罗     | 林肯近地小行星研究小组         |
| 小行星17138              | 1999 JM84  | 1999年5月12日  | 索科罗     | 林肯近地小行星研究小组         |
| 小行星17139Malyshev      | 1999 JS86  | 1999年5月12日  | 索科罗     | 林肯近地小行星研究小组         |
| 小行星17140              | 1999 JU86  | 1999年5月12日  | 索科罗     | 林肯近地小行星研究小组         |
| 小行星17141              | 1999 JV94  | 1999年5月12日  | 索科罗     | 林肯近地小行星研究小组         |
| 小行星17142              | 1999 JQ95  | 1999年5月12日  | 索科罗     | 林肯近地小行星研究小组         |
| 小行星17143              | 1999 JN97  | 1999年5月12日  | 索科罗     | 林肯近地小行星研究小组         |
| 小行星17144              | 1999 JW98  | 1999年5月12日  | 索科罗     | 林肯近地小行星研究小组         |
| 小行星17145              | 1999 JG99  | 1999年5月12日  | 索科罗     | 林肯近地小行星研究小组         |
| 小行星17146              | 1999 JB102 | 1999年5月13日  | 索科罗     | 林肯近地小行星研究小组         |
| 小行星17147              | 1999 JF102 | 1999年5月13日  | 索科罗     | 林肯近地小行星研究小组         |
| 小行星17148              | 1999 JJ105 | 1999年5月12日  | 索科罗     | 林肯近地小行星研究小组         |
| 小行星17149              | 1999 JM105 | 1999年5月13日  | 索科罗     | 林肯近地小行星研究小组         |
| 小行星17150              | 1999 JP109 | 1999年5月13日  | 索科罗     | 林肯近地小行星研究小组         |
| 小行星17151              | 1999 JB114 | 1999年5月13日  | 索科罗     | 林肯近地小行星研究小组         |
| 小行星17152              | 1999 JA118 | 1999年5月13日  | 索科罗     | 林肯近地小行星研究小组         |
| 小行星17153              | 1999 JK119 | 1999年5月13日  | 索科罗     | 林肯近地小行星研究小组         |
| 小行星17154              | 1999 JS121 | 1999年5月13日  | 索科罗     | 林肯近地小行星研究小组         |
| 小行星17155              | 1999 KZ1   | 1999年5月16日  | 基特峰     | 太空监视                       |
| 小行星17156Kennethseitz  | 1999 KS3   | 1999年5月19日  | 基特峰     | 太空监视                       |
| 小行星17157              | 1999 KP6   | 1999年5月21日  | 兴隆       | 北京天文台施密特CCD小行星计划  |
| 小行星17158              | 1999 KA8   | 1999年5月18日  | 索科罗     | 林肯近地小行星研究小组         |
| 小行星17159              | 1999 KG15  | 1999年5月18日  | 索科罗     | 林肯近地小行星研究小组         |
| 小行星17160              | 1999 LT10  | 1999年6月8日   | 索科罗     | 林肯近地小行星研究小组         |
| 小行星17161              | 1999 LQ13  | 1999年6月9日   | 索科罗     | 林肯近地小行星研究小组         |
| 小行星17162              | 1999 LX13  | 1999年6月9日   | 索科罗     | 林肯近地小行星研究小组         |
| 小行星17163Vasifedoseev  | 1999 LT19  | 1999年6月9日   | 索科罗     | 林肯近地小行星研究小组         |
| 小行星17164              | 1999 LP24  | 1999年6月9日   | 索科罗     | 林肯近地小行星研究小组         |
| 小行星17165              | 1999 LS27  | 1999年6月9日   | 索科罗     | 林肯近地小行星研究小组         |
| 小行星17166Secombe       | 1999 MC    | 1999年6月17日  | 芦苇溪     | 约翰·布劳顿                    |
| 小行星17167              | 1999 NB    | 1999年7月4日   | 克莱季     | 克莱季                         |
| 小行星17168              | 1999 NP3   | 1999年7月13日  | 索科罗     | 林肯近地小行星研究小组         |
| 小行星17169Tatarinov     | 1999 NQ23  | 1999年7月14日  | 索科罗     | 林肯近地小行星研究小组         |
| 小行星17170Vsevustinov   | 1999 NS25  | 1999年7月14日  | 索科罗     | 林肯近地小行星研究小组         |
| 小行星17171              | 1999 NB38  | 1999年7月14日  | 索科罗     | 林肯近地小行星研究小组         |
| 小行星17172              | 1999 NZ41  | 1999年7月14日  | 索科罗     | 林肯近地小行星研究小组         |
| 小行星17173Evgenyamosov  | 1999 RN10  | 1999年9月7日   | 索科罗     | 林肯近地小行星研究小组         |
| 小行星17174              | 1999 RX53  | 1999年9月7日   | 索科罗     | 林肯近地小行星研究小组         |
| 小行星17175              | 1999 SS3   | 1999年9月24日  | 索科罗     | 林肯近地小行星研究小组         |
| 小行星17176Viktorov      | 1999 SH17  | 1999年9月30日  | 索科罗     | 林肯近地小行星研究小组         |
| 小行星17177              | 1999 TA41  | 1999年10月8日  | 卡特林那   | 卡特林那巡天系统               |
| 小行星17178              | 1999 TK218 | 1999年10月15日 | 索科罗     | 林肯近地小行星研究小组         |
| 小行星17179Codina        | 1999 TC224 | 1999年10月4日  | 可可尼诺县 | 洛厄尔天文台近地小行星搜寻计划 |
| 小行星17180              | 1999 TS291 | 1999年10月10日 | 索科罗     | 林肯近地小行星研究小组         |
| 小行星17181              | 1999 UM3   | 1999年10月19日 | 索科罗     | 林肯近地小行星研究小组         |
| 小行星17182              | 1999 VU    | 1999年11月1日  | 索科罗     | 林肯近地小行星研究小组         |
| 小行星17183              | 1999 VO2   | 1999年11月5日  | 卡特林那   | 卡特林那巡天系统               |
| 小行星17184Carlrogers    | 1999 VL22  | 1999年11月13日 | 喷泉山     | C. W. Juels                    |
| 小行星17185Mcdavid       | 1999 VU23  | 1999年11月14日 | 喷泉山     | C. W. Juels                    |
| 小行星17186Sergivanov    | 1999 VP28  | 1999年11月3日  | 索科罗     | 林肯近地小行星研究小组         |
| 小行星17187              | 1999 VM72  | 1999年11月14日 | 兴隆       | 北京天文台施密特CCD小行星计划  |
| 小行星17188              | 1999 WC2   | 1999年11月17日 | 索科罗     | 林肯近地小行星研究小组         |
| 小行星17189              | 1999 WU3   | 1999年11月28日 | 大泉天文台 | 小林隆男                       |
| 小行星17190Retopezzoli   | 1999 WY8   | 1999年11月28日 | 贝林佐纳   | S. Sposetti                    |
| 小行星17191              | 1999 XS107 | 1999年12月4日  | 卡特林那   | 卡特林那巡天系统               |
| 小行星17192Loharu        | 1999 XL172 | 1999年12月10日 | 索科罗     | 林肯近地小行星研究小组         |
| 小行星17193Alexeybaran   | 1999 XC205 | 1999年12月12日 | 索科罗     | 林肯近地小行星研究小组         |
| 小行星17194              | 1999 XA221 | 1999年12月14日 | 索科罗     | 林肯近地小行星研究小组         |
| 小行星17195Jimrichardson | 1999 XQ234 | 1999年12月3日  | 可可尼诺县 | 洛厄尔天文台近地小行星搜寻计划 |
| 小行星17196Mastrodemos   | 1999 XW234 | 1999年12月3日  | 可可尼诺县 | 洛厄尔天文台近地小行星搜寻计划 |
| 小行星17197Matjazbone    | 2000 AC12  | 2000年1月3日   | 索科罗     | 林肯近地小行星研究小组         |
| 小行星17198Gorjup        | 2000 AA31  | 2000年1月3日   | 索科罗     | 林肯近地小行星研究小组         |
| 小行星17199              | 2000 AT40  | 2000年1月3日   | 索科罗     | 林肯近地小行星研究小组         |
| 小行星17200              | 2000 AF47  | 2000年1月4日   | 索科罗     | 林肯近地小行星研究小组         |

| 上一頁： 17001-17100 | 小行星列表 17101-17200 | 下一頁： 17201-17300 |